# 江田健二
江田 健二（えだ けんじ、1977年1月5日 - ）は、日本の実業家、経営コンサルタント。

## 人物
富山県砺波市出身。2000年に慶應義塾大学経済学部卒。東京大学 Executive Management Program（EMP）修了。アンダーセンコンサルティング（現・アクセンチュア日本法人）に入社。エネルギー・化学業界を担当し、電力会社や大手化学メーカーの業務改善プロジェクト等に参画した。
ITコンサルティング、エネルギー業界の知識を活かし、2005年にRAULを設立し、同代表取締役社長に就任する。
一般社団法人エネルギー情報センター理事、一般社団法人エコマート運営委員、一般社団法人CSRコミュニケーション協会理事、一般社団法人つなぐ未来研究所理事、環境省 地域再省蓄エネサービスイノベーション促進委員会委員、厚生労働省 キャリアコンサルタント研修に関する検討委員会委員等を歴任。
本業の傍ら、環境・エネルギーに関する執筆・講演活動を行っている。

## 受賞歴
- 『ブロックチェーン×エネルギービジネス』第39回（2019年）エネルギーフォーラム賞　普及啓発賞[10]

## 著書
- 『かんたん解説!! 1時間でわかる 電力自由化 入門』（グーテンブック, 2016年）
- 『CSRデジタルコミュニケーション入門』（グーテンブック, 2016年）
- 『3時間でわかるこれからの電力業界 ―マーケティング編― 5つのトレンドワードで見る電力ビジネスの未来』（グーテンブック, 2016年）
- 『スマホでサンマが焼ける日　電気とエネルギーをシェアする未来の「新発想論」』（グーテンブック, 2017年）
- 『エネルギーデジタル化の未来』（エネルギーフォーラム, 2017年）
- 『かんたん解説!! 1時間でわかる ガス自由化入門』（グーテンブック, 2017年）
- 『エネルギー自由化は「金のなる木」70の金言＋α』（エネルギーフォーラム, 2017年）
- 『かんたん解説!!　１時間でわかる 太陽光発電ビジネス入門』（グーテンブック, 2018年）
- 『世界の51事例から予見する　ブロックチェーン×エネルギービジネス』（エネルギーフォーラム, 2018年）
- 『かんたん解説!! 1時間でわかる 風力発電ビジネス入門』（Slowwater, 2018年）
- 『かんたん解説!! 1時間でわかる 水力・波力発電入門』（Slowwater, 2019年）
- 『電気・ガスはどこから来るのか？　エネルギー供給のしくみをさぐろう』（PHP研究所, 2019年）[11]
- 『かんたん解説!! 1時間でわかる バイオマスエネルギー入門』（Slowwater, 2019年）
- 『IoT・AI・データを活用した先進事例8社のビジネスモデルを公開 エネルギーデジタル化の最前線2020』（エネルギーフォーラム, 2019年）
- 『「脱炭素化」はとまらない! ー未来を描くビジネスのヒントー』（成山堂書店, 2020年）
- 『2時間でわかる 蓄電池ビジネスの未来: ウィズコロナ時代に拡大する20兆円市場に注目せよ！』（Slowwater, 2020年）
- 『2025年「脱炭素」のリアルチャンス すべての業界を襲う大変化に乗り遅れるな! 』(PHP研究所,2022年)
- 『キーワードでわかる！ 脱炭素と電力・エネルギー［初級編］［中級編］［上級編］』（Slowwater, 2022年）
- 『実務　太陽光パネル循環型ビジネス』（エネルギーフォーラム, 2023年）
- 『ビジネス屋と技術屋が一緒に考える脱炭素』（オーム社, 2023年）
- 『図解即戦力　電力・ガス業界のしくみとビジネスがこれ1冊でしっかりわかる教科書』（技術評論社, 2023年）
- 『EVとバッテリービジネスのすべて』（プロトリオス, 2024年）
- 『むしろ、じっくり話していい』（すばる舎, 2025年）
- 『蓄電所ビジネス』（電気書院, 2025年）

## 寄稿
- 『週刊東洋経済』（東洋経済新報社, 2016年11月26日号）
- 『エネルギーフォーラム』（エネルギーフォーラム, 2018年1月号）
- 『ENERGYeye』（ヴィズオンプレス, 2018年1月号）
- 『幻冬舎ゴールドオンライン』（幻冬舎, 2018年1月号）
- 『地球温暖化』（日報ビジネス、2018年7月号）
- 『公研』（公益産業研究調査会　2018年12月号）
- 『CEL』（大阪ガス株式会社エネルギー・文化研究所, 2020年11月Vol.126）[12]
- 『研究開発リーダー』（技術情報協会,2021年3月第180号）
- 『月刊Newsがわかる』（毎日新聞出版,2021年5月号)
- 『TRONWARE』（パーソナルメディア,2022年2月号第193号）